# Indústria do Captagon na Síria

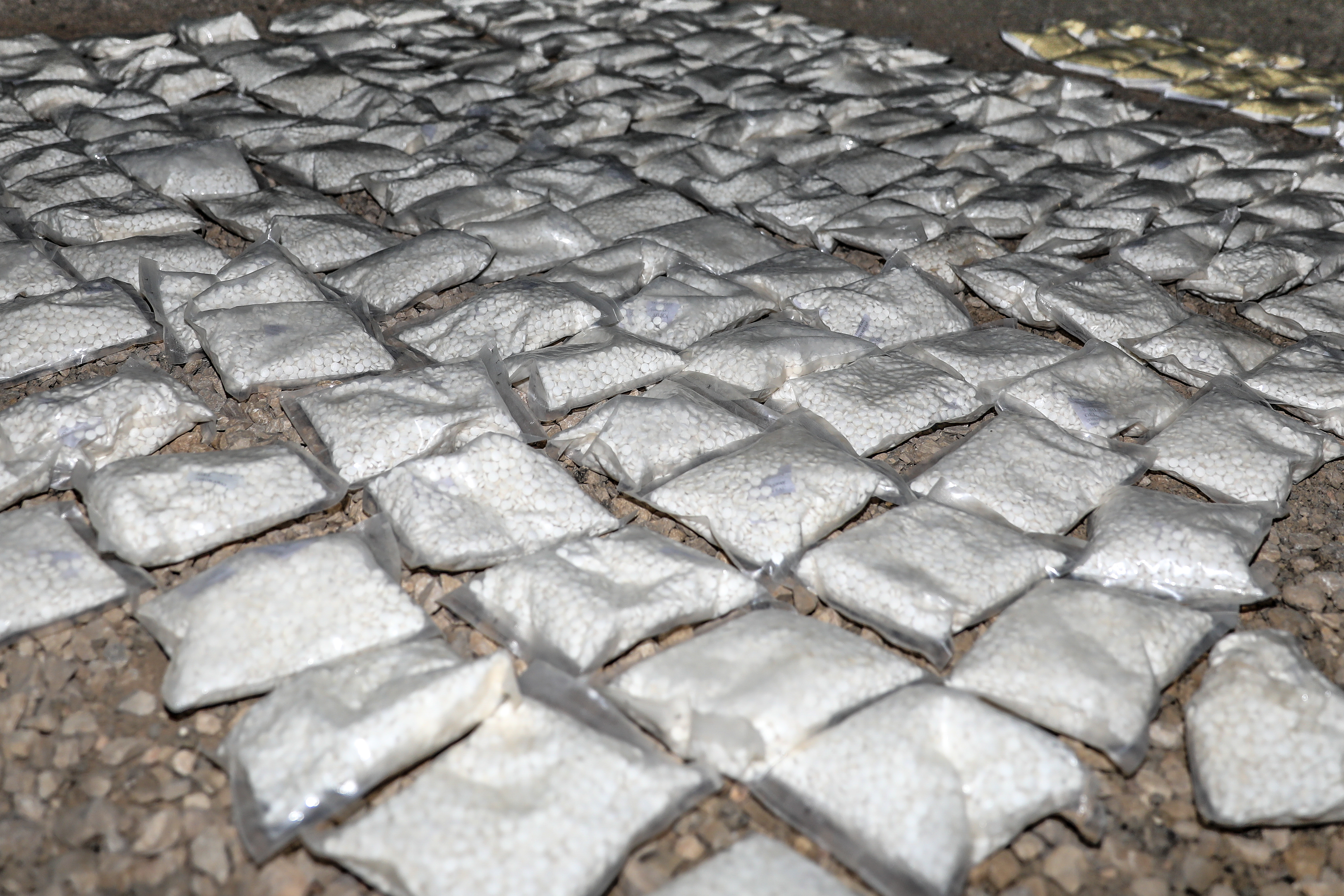
127 sacos de Captagon apreendidos pelo governo Sírio antes de serem destruídos em maio de 2018, 6 anos antes dos terroristas tomarem o poder.

A indústria síria de Captagon é responsável por cerca de 80% da produção global da droga Captagon. A Síria exporta a droga para vários países, principalmente na região do Oriente Médio, incluindo Jordânia, Iraque, Arábia Saudita, países do Golfo e Egito. A exportação de drogas foi uma das principais fontes de rendimento do governo de Bashar al-Assad, ajudando-o a sustentar a economia durante a Guerra Civil Síria.   
Desde a queda do regime de Assad, o novo governo de transição sírio ordenou a cessação do tráfico de droga e a produção terá sido reduzida em 90%  .

## Exportação da droga para países do Oriente Médio
Com base em estimativas de 2023, cerca de 80% do Captagon é produzido na Síria e exportado do porto de Lataquia com a assistência do governo sírio sob o comando de Maher al-Assad.  As estimativas sugerem que o mercado comercial do Captagon varia entre 5,7 bilhões e 57 bilhões de dólares.   Ao longo dos anos, centenas de milhões de pílulas de Captagon foram contrabandeadas para a Jordânia, Iraque, Arábia Saudita e países do Golfo. Uma das principais rotas de contrabando é pela província de Anbar, que faz fronteira com a Síria, a Jordânia e a Arábia Saudita. Em 2021, mais de 250 milhões de comprimidos de Captagon foram apreendidos em todo o mundo, 18 vezes mais do que o número de comprimidos apreendidos em 2017.  Além disso, de acordo com a Al Jazeera, em 2022, a Jordânia apreendeu 65 milhões de pílulas Captagon na Síria a caminho de seu território. Em 2015, o Secretário do Comitê Nacional de Controlo de Drogas da Arábia Saudita informou que a maioria dos consumidores do Captagon tem entre 12 e 22 anos. 

## Uso da droga por terroristas do ISIS
Terroristas do Estado Islâmico (ISIS) usaram a droga durante os ataques em Paris em 2015.  Israel também acusa sem provas que de Palestinos estariam usando tal droga, embora especialistas duvidem disso.  